# Complexe Desjardins
Pour les autres significations, voir Complexe Desjardins (Lévis).
Le Complexe Desjardins est un ensemble de gratte-ciel à Montréal, nommé d'après les coopératives financières Caisses Desjardins dont il abrite les bureaux. L'immeuble a été bâti en 1976. Il est situé sur la Rue Sainte-Catherine, dans le Quartier des spectacles de Montréal.
Avec le Complexe Desjardins de Lévis, où se situe le siège social, c'est l'édifice principal du Mouvement Desjardins.
Son concepteur est l'urbaniste Jean-Claude La Haye.

## Situation
Le Complexe Desjardins est situé dans l'arrondissement Ville-Marie, à Montréal. Il occupe tout un quadrilatère, bordé par la rue Sainte-Catherine au nord, le boulevard René-Lévesque au sud, la rue Jeanne-Mance à l'ouest, et la rue Saint-Urbain à l'est.

## Description
Il est constitué de 4 tours. Sa tour Sud mesure 152 mètres, soit 40 étages, et constitue le 7e plus haut édifice de la ville. Sa tour Est, avec 130 mètres et 32 étages, est le 16e bâtiment le plus élevé de Montréal. Enfin, sa tour nord, avec 108 mètres et 28 étages, est la 33e tour la plus haute de la cité québécoise.
La Grande-Place, au centre, accueille des évènements.
Il est connecté à la ville souterraine et à deux stations de métro : Place-des-Arts et Place-d'Armes.

## Images

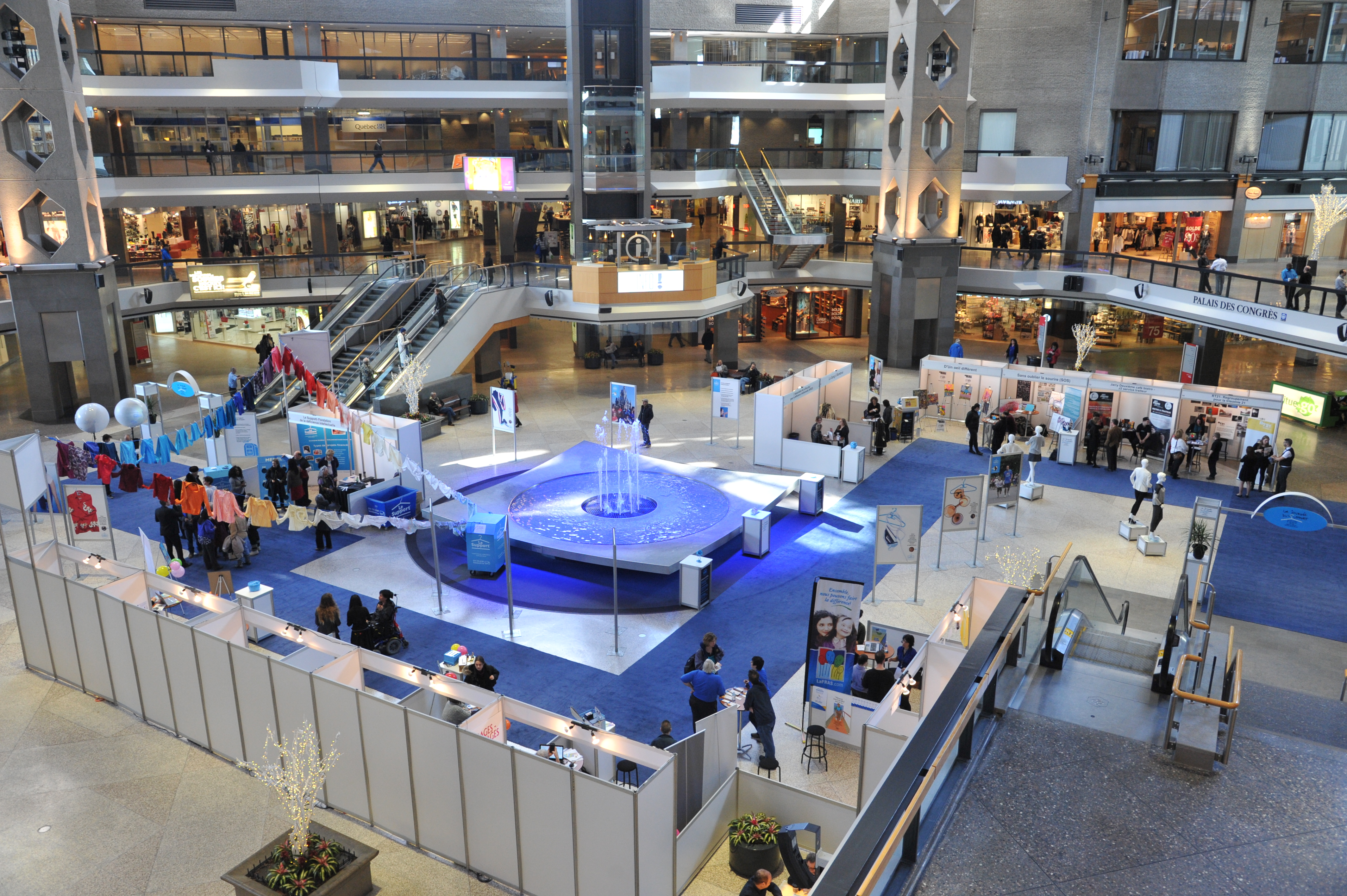
Événement sur la grande place du complexe Desjardins
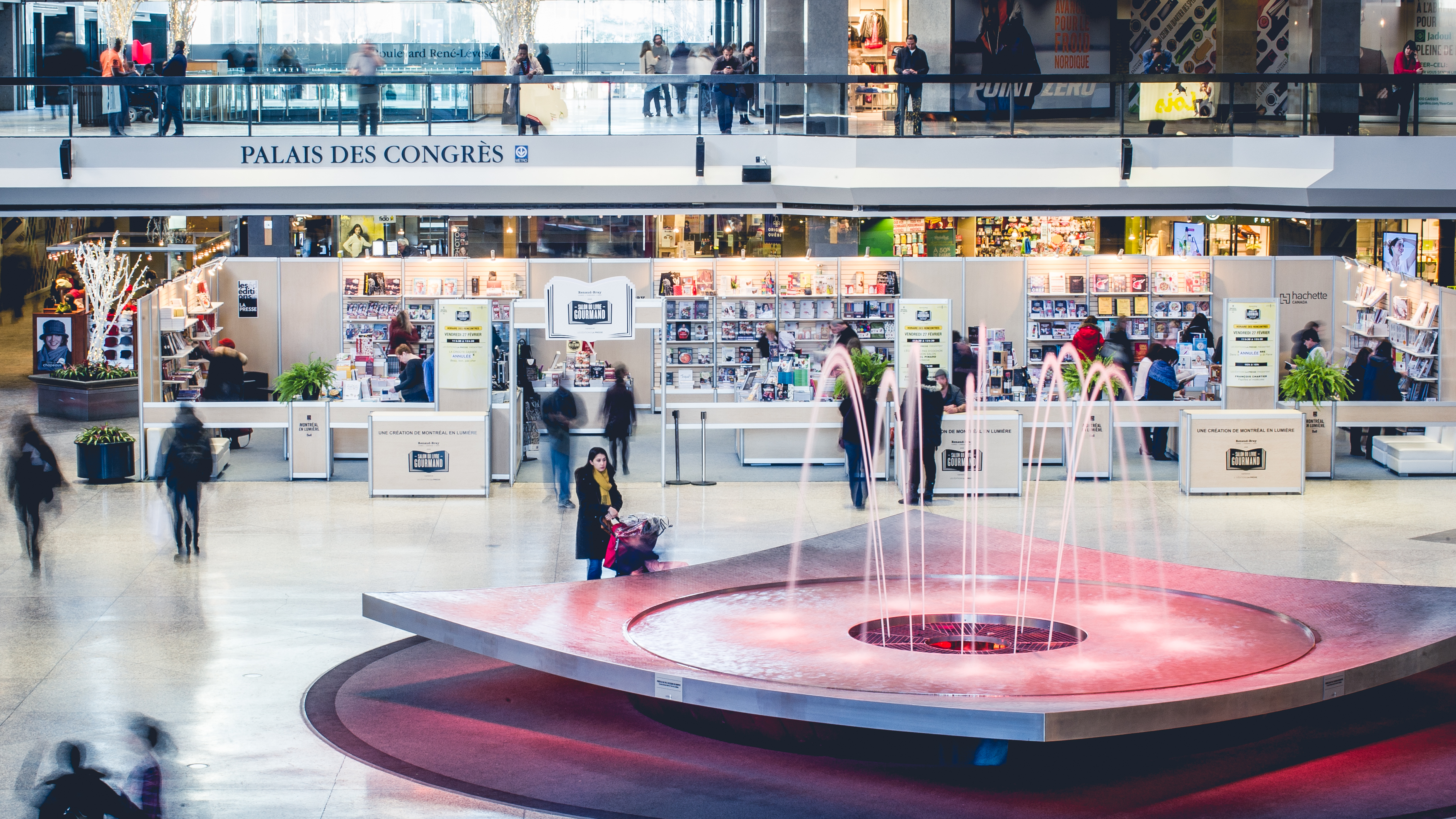
Complexe Desjardins lors du salon du livre gourmand
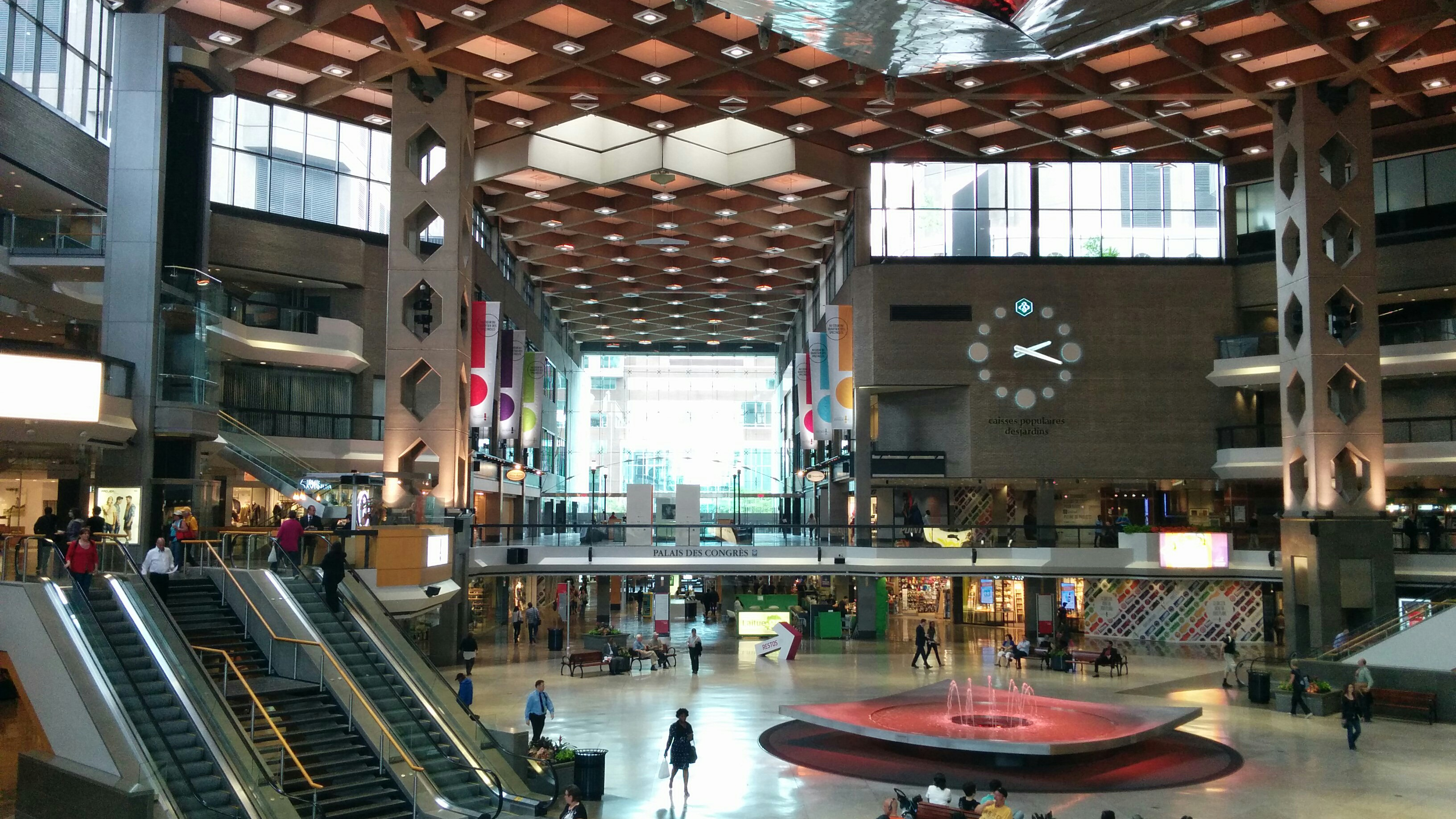
Intérieur du centre commercial
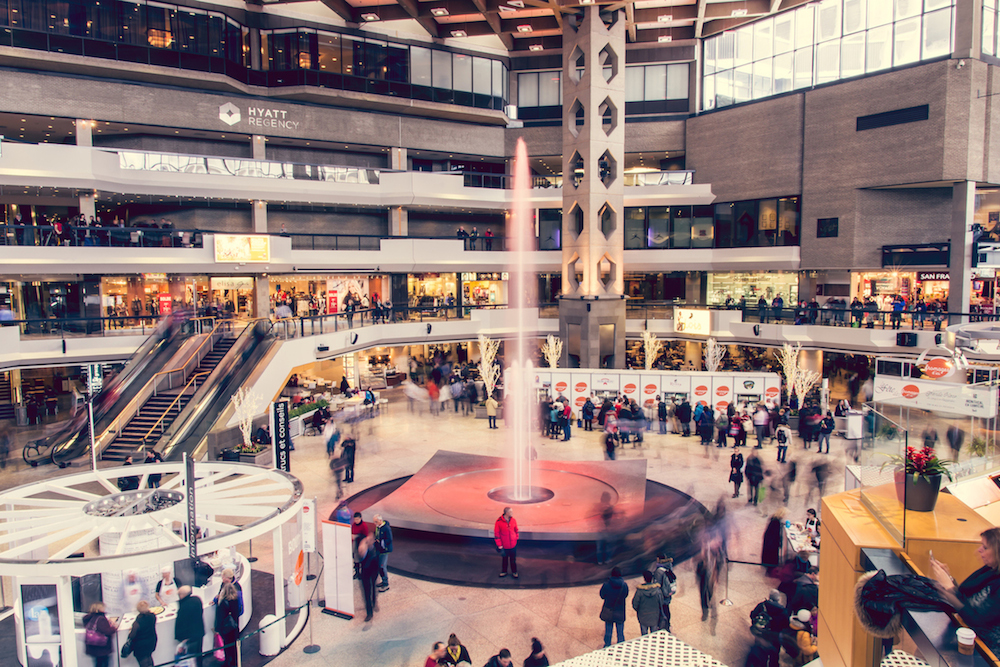
Intérieur du complexe Desjardins lors du festival Montréal en Lumière

## Télévision
Entre janvier 1976 et juin 1984, l'émission de 12 h 30 à la télévision de Radio-Canada y était diffusée en direct du Complexe Desjardins.
Après quatre ans aux Galeries d'Anjou, l'émission déménage au tout nouveau Complexe Desjardins pour l'automne 1975. Les Coqueluches, animée par Guy Boucher et Gaston L'Heureux, doit entretemps utiliser la Maison de Radio-Canada jusqu'au 19 janvier 1976.
À l'automne 1979, Les Coqueluches est animée par des duos invités en alternance : France Castel et Yoland Guérard, Marguerite Blais et Louis-Paul Allard, etc. À l'automne 1980, l'émission devient Midi Plus et animée par Suzanne Lévesque et Claude Mailhot. L'automne 1981 marque le retour de Jacques Boulanger dans la nouvelle émission Allô Boubou, qui sera diffusée au Complexe jusqu'à juin 1984, et déménagera au Studio 42 de la Maison de Radio-Canada pour sa dernière saison 1984-1985.
L'émission L'Heure de pointe diffusée à 17 h 30 d'octobre 1976 à juin 1979 animée par Michel Desrochers (1976-1977) puis Winston McQuade (1977-1979) est aussi tournée en direct du Complexe Desjardins.